# Звір із Патридж Крика

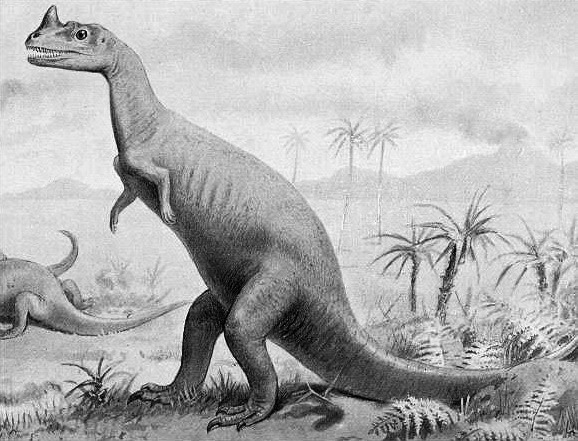
Звір із Патридж Крика

Звір із Патридж Крика (англ. Partridge Creek Beast) — криптид з області Патридж Крика в Юконі, Канада. Подібні динозаври водяться на Алясці і в Сибіру. Більше відомий як кератозавр бореальний (лат. Keratosaurus borealis).

## Опис
Тероподний динозавр з рогом на носі. Довжина — 15.23 м, вага — 40 т. Хвіст — довжина 40.63 см. Темна, майже чорна луската шкіра. Має гострі зуби й рогатий ніс. Полює на лосів та інших оленів.

## Пояснення
Згідно з фактами, кератозавр — вигаданий криптид. Це ніби-то цератозавр з рогом на носі лат. Ceratosaurus nasicornis, який живе на початку XX століття. Сьогодні ми знаємо, що цератозаври не були великими, холоднокровними, лускатими монстрами, які волочили хвіст за собою. До того ж цератозавр і кератозавр за довжиною різні. Ceratosaurus nasikornis був довжиною 6,1 метра і важив від 275 до 452 фунтів, в той час як кератозавр 15.23 метрів в довжину і важить 40 тонн, а це є дуже велика різниця.

## Хронологія
У 1903 році Джеймс Батлер, з Левісом і Томом Ліморами нібито бачили цю істоту поруч з місцем, де вони отаборились у той час, коли були на полюванні на лося поруч із Клір Крик (англ. Clear Creek). Вони також сказали, що вони виявили великі трипалі відбитки ніг (були 1,52 метрів у довжину і шириною 75 сантиметрів, з довгими кігтями 30 сантиметрів), а також поглиблення, у цьому, здається, є багато брехні;
24 грудня 1907 року в тому ж районі, Джордж Допі та француженка П'єра Лаваґнейк стверджували, що вони нібито бачили ту же істоту. Він їв вбитого хворого карібу та залишив такі ж сліди такі як у минулий раз.